# Peperomia sarasinii
Peperomia sarasinii är en pepparväxtart som beskrevs av C. Dc.. Peperomia sarasinii ingår i släktet peperomior, och familjen pepparväxter. Inga underarter finns listade i Catalogue of Life.